# Nicolaes Molenaer

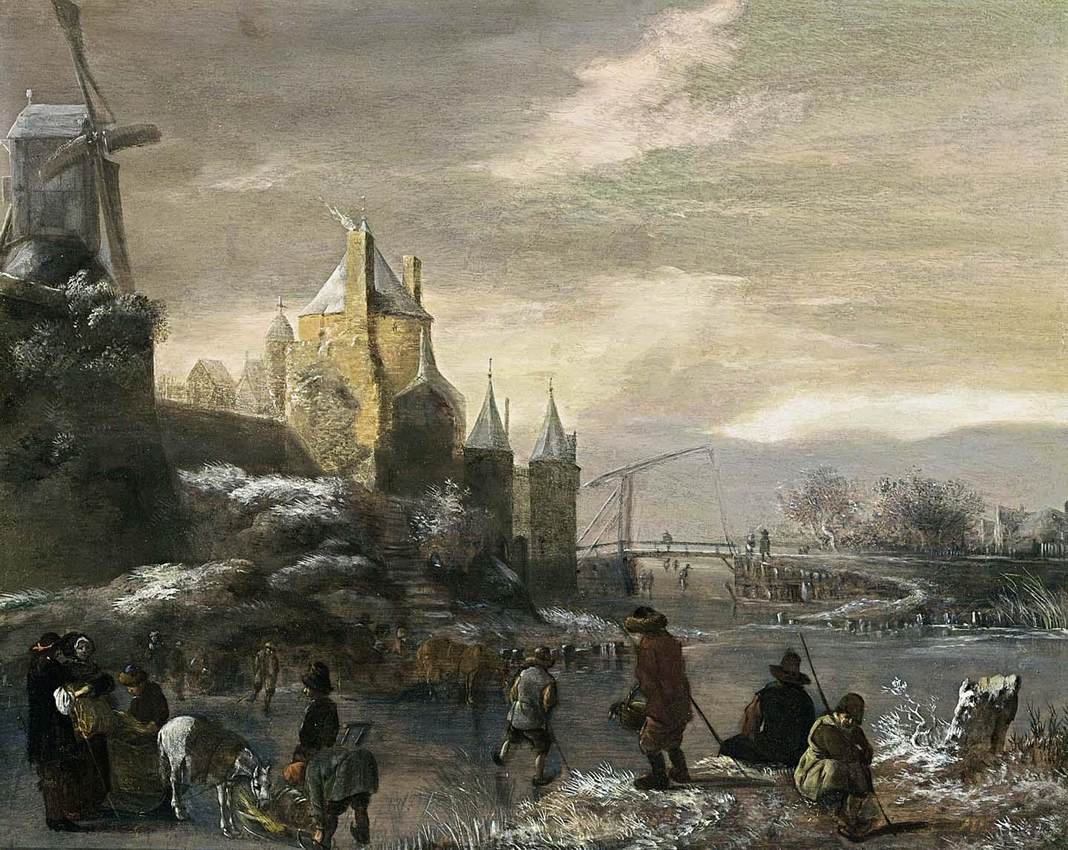
Winterlandschap met schaatsers, privécollectie

Nicolaes Molenaer, ook wel aangeduid met de voornaam 'Claes' of 'Klaes' (Haarlem, ca. 1628 - aldaar, 1676) was een Nederlands kunstschilder en tekenaar. Hij maakte landschappen, zeegezichten en genrestukken. Mogelijk was hij een leerling van Salomon van Ruysdael. Zijn werk vertoont invloeden van Jan van Goyen en later ook van Jacob van Ruisdael.
Hij zou een broer zijn geweest van de schilders Bartholomeus Molenaer en Jan Miense Molenaer. Andere bronnen geven aan dat hij een neef was van de laatste. Hij werkte zijn hele leven in Haarlem, waar hij in 1651 lid werd van het plaatselijke Sint-Lucasgilde. Zijn vroegste werk dateert uit 1644.
Molenaer werd begraven in de Grote of Sint-Bavokerk op 31 december 1676.